# Valderrama Golf Club

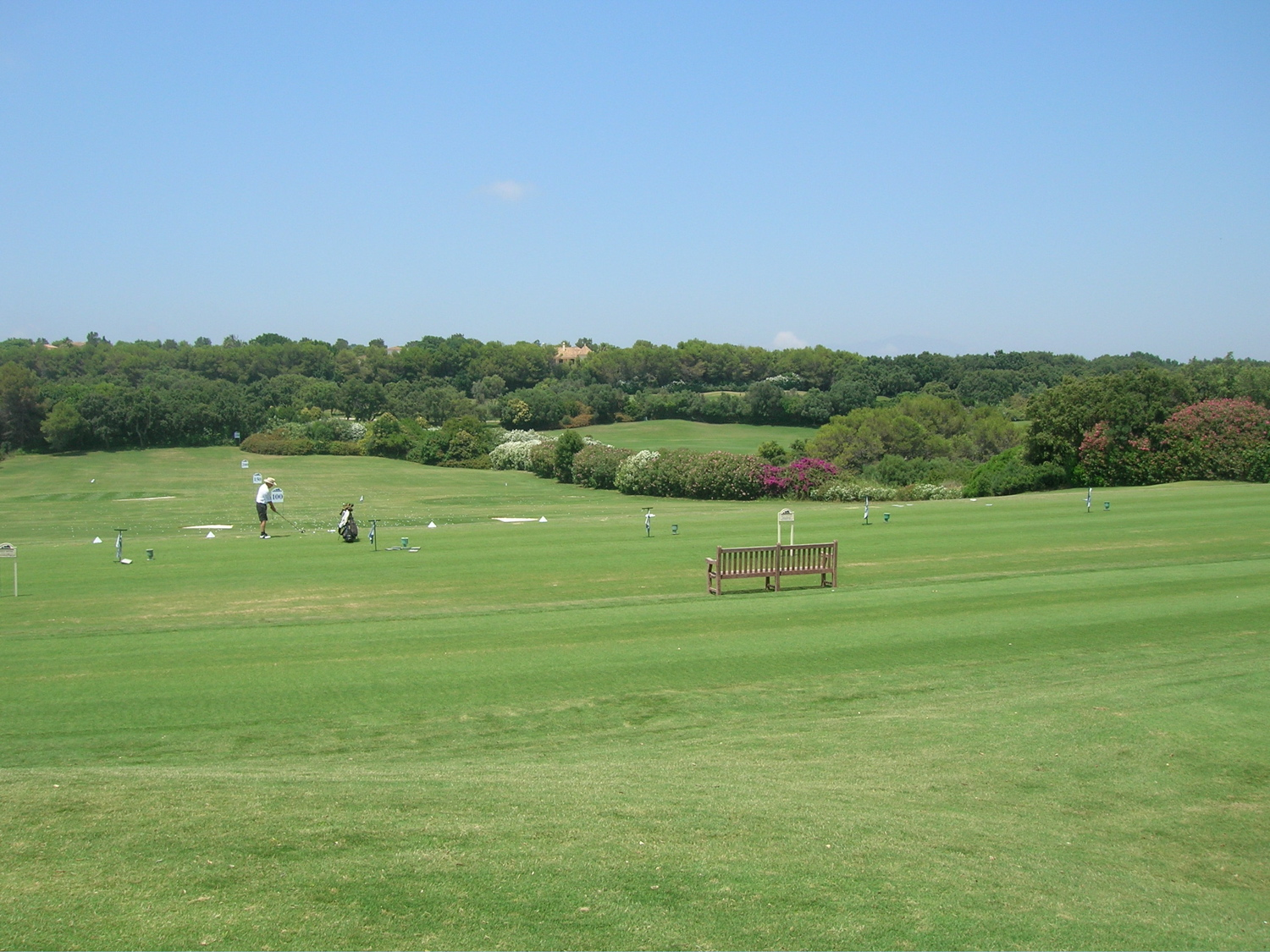
Driving range Valderrama Golf Club, 2006

Valderrama Golf Club je jedním z nejznámějších evropských golfových klubů. Podobu hřiště, které se nachází ve Španělské Andalusii, projektoval americký golfový architekt Robert Trent Jones. Hřiště bylo postaveno roku 1974, přičemž z počátku bylo známo pod názvem "Sotogrande New" a "Las Aves". Valderrama Golf Club zahrnuje jedno 18 jamkové hřiště s parem 71 a jedno 9 jamkové tréninkové hřiště. V roce 1997 místní hřiště hostilo Ryder Cup.
V roce 1999 bylo golfovým magazínem Golf World označeno jako nejlepší hřiště kontinentální Evropy.

## Hřiště
Hřiště Valderrama je při hře z mistrovských odpališť dlouhé 6356 metrů a par hřiště je 71 ran.

## Ryder Cup
Hřiště Valderrama Golf Club hostilo Ryder Cup v roce 1997. Poprvé tak bylo vybráno za hostitele Ryder Cupu evropské hřiště mimo Britské ostrovy.
Rozdílem pouhého bodu, 14 1/2 ku 13 1/2, vyhráli hráči Evropy pod vedením Severina Ballesterose.